# Nechay

Nechay-Edler

Nechaj-Ritter

Nechay – polski herb szlachecki nadany w Galicji.

## Opis herbu
Opis zgodnie z klasycznymi regułami blazonowania:
Wersja Edler: Na tarczy dwudzielnej, w polu I błękitnym młot i kilof srebrne skrzyżowane w skos; w II czarnym - krzyż kawalerski srebrny. Klejnot: cztery pióra strusie: czerwone, błękitne, czarne, srebrne.
Natomiast po uzyskaniu tytułu Ritter dołożono drugi klejnot: W klejnocie I trzy pióra strusie, między błękitnymi srebrne, w II trzy pióra strusie, między czarnymi złote. Labry z prawej strony błękitne, z lewej czarne, podbite złotem.

## Najwcześniejsze wzmianki
Nobilitacja z 1852, udzielona Janowi Nepomucenowi Nechayowi, ze szlachectwem I stopnia i tytułem Edler oraz predykatem von Felseis. Tenże w 1857 otrzymał szlachectwo II stopnia - z tytułem "Ritter".

## Herbowni
Jedna rodzina herbownych (herb własny):
Nechay Edler von Felseis, Nechay Ritter von Felseis.

### Znani herbowni
- Wiktor Nechay.